# Поторові
Поторо́ві, або кенгурові щури (Potoroidae) — родина сумчастих ссавців (Metatheria), найменші представники підряду Кенгуровидих (Macropodiformes). Походять від архаїчного «кенгурового щура».

## Опис
Розмір тулуба — 25–55 см, хвіст довжиною 15–40 см, вага — від 1 до 3 кг, зубів у кенгурових щурів 32–34, є великі ікла. Хвіст має хутро, втім лапи як у інших кенгурових. Відрізняється від інших кенгуру більш розвинутими іклами, подовженими, жолобчатими підкорінніми. Кутні зуби не збільшуються у розмірах на кінець рота, а зменшуються.

## Спосіб життя
Це швидкі та полохливі тварини. Самці дуже войовничі. Створюють гнізда з трави, де відпочивають протягом дня. Ведуть нічний спосіб життя. Гарно співмешкають з дикими кролями. Харчуються здебільшого грибами та бульбами, інколи комахами. Найбільші вороги — лисиці та динго.

## Розповсюдження
До початку XIX ст. Поторові мешкали скрізь у Австралії, окрім крайньої півночі та північного сходу. Втім значна частина їх була знищена лисицями, динго та людиною.

## Систематика

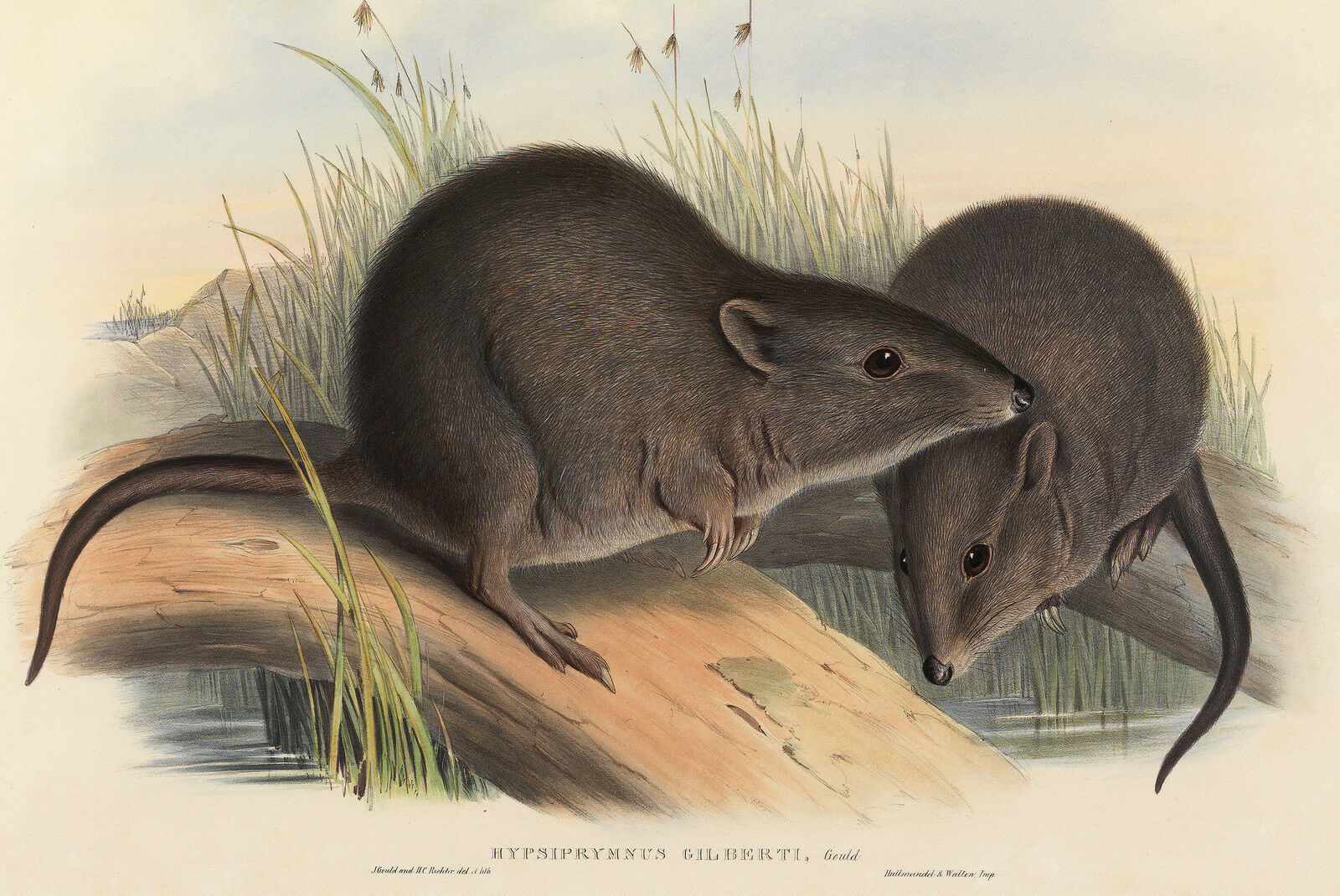
Potorous gilberti

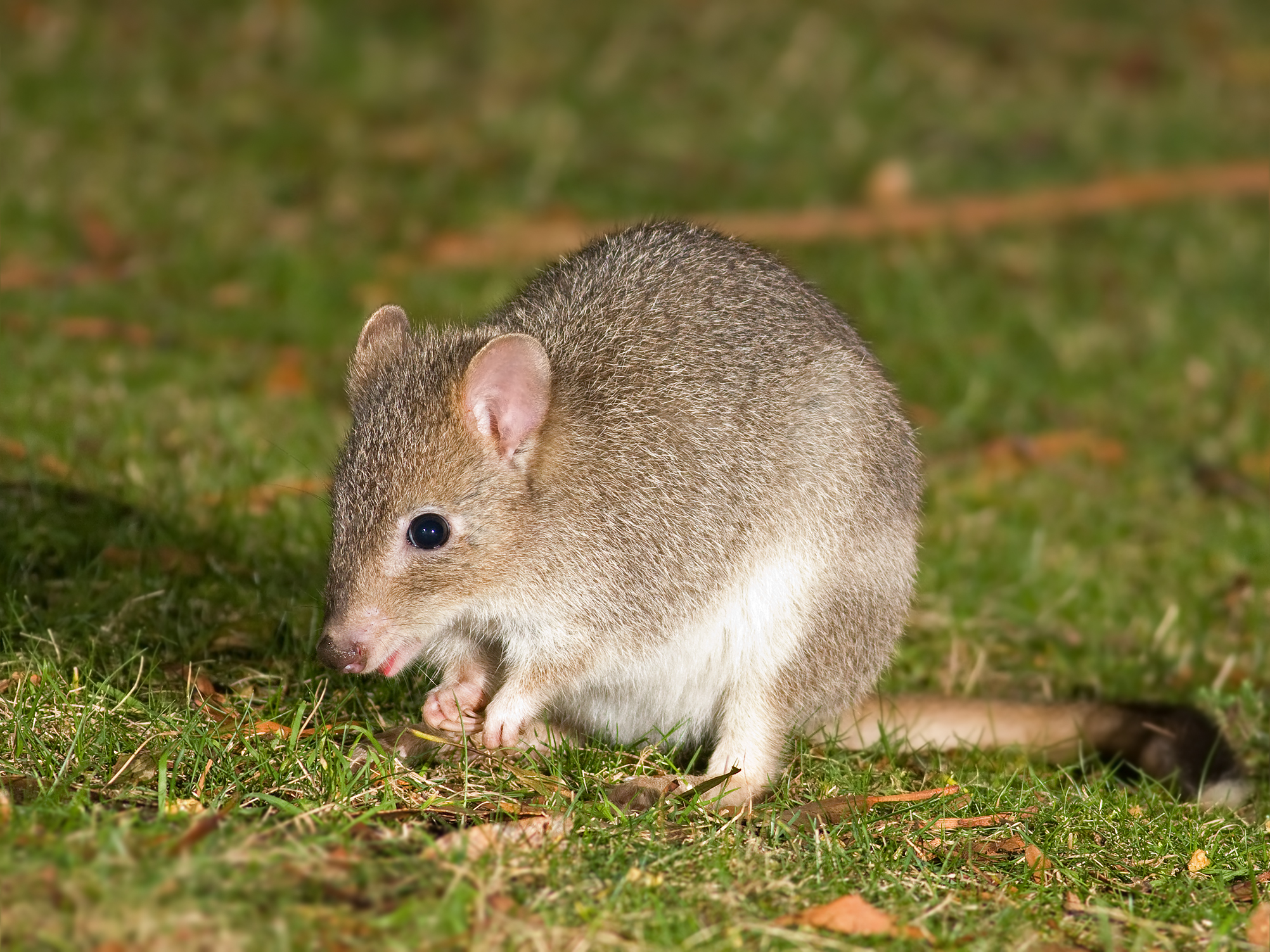
Bettongia gaimardi

Існувало 4 роди та 9 видів. З них три види вимерли — це широкомордий кенгуру з роду Потору, Гаймардовий короткомордий щур з роду Bettongia, рід Степового кенгурового щура.
- Родина Пото́руві (Potoroidae)
  -     - рід †Borungaboodie
      - вид †Borungaboodie hatcheri

    - рід †Palaeopotorous
      - вид †Palaeopotorous priscus

    - рід †Purtia
      - вид †Purtia mosiacus

    - рід †Wakiewakie
      - вид †Wakiewakie lawsoni

  - підродина Bulungamayinae
    - рід †Bulungamaya
      - вид †Bulungamaya delicata

    - рід †Wabularoo
      - вид †Wabularoo hilarus
      - вид †Wabularoo naughtoni

  - підродина Potoroinae
    - рід Aepyprymnus
      - вид Aepyprymnus rufescens

    - рід Bettongia — Кенгуровий щур
      - вид Bettongia gaimardi
      - вид Bettongia lesueur
      - вид †Bettongia moyesi
      - вид Bettongia penicillata
      - вид †Bettongia pusilla
      - вид Bettongia tropica

    - рід †Caloprymnus
      - вид †Caloprymnus campestris

    - рід Potorous (Потору)
      - вид Potorous longipes
      - вид †Potorous platyops
      - вид Potorous tridactylus
      - вид Potorous gilbertii

    - рід †Gumardee
    - вид †Gumardee pascuali
    - рід †Milliyowi
    - вид †Milliyowi bunganditj